# Kanton Tarare
Der Kanton Tarare ist seit 1790 ein französischer Wahlkreis im Département Rhône in der Region Auvergne-Rhône-Alpes. Er umfasst 18 Gemeinden im Arrondissement Villefranche-sur-Saône und hat seinen Hauptort (frz.: bureau centralisateur) in Tarare. Durch die landesweite Neuordnung der französischen Kantone wurde er 2015 vergrößert.

## Gemeinden
Der Kanton besteht aus 18 Gemeinden mit insgesamt 29.551 Einwohnern (Stand: 2022) auf einer Gesamtfläche von 269,25 km²:
| Gemeinde                   | Einwohner 1. Januar 2022 | Fläche km² | Dichte Einw./km² | Code INSEE | Postleitzahl |
| -------------------------- | ------------------------ | ---------- | ---------------- | ---------- | ------------ |
| Affoux                     | 397                      | 10,65      | 37               | 69001      | 69170        |
| Ancy                       | 674                      | 11,84      | 57               | 69008      | 69490        |
| Chambost-Allières          | 819                      | 14,14      | 58               | 69037      | 69870        |
| Dième                      | 196                      | 9,05       | 22               | 69075      | 69170        |
| Grandris                   | 1.212                    | 15,22      | 80               | 69093      | 69870        |
| Joux                       | 753                      | 25,18      | 30               | 69102      | 69170        |
| Lamure-sur-Azergues        | 1.051                    | 15,61      | 67               | 69107      | 69870        |
| Les Sauvages               | 621                      | 12,55      | 49               | 69174      | 69170        |
| Saint-Appolinaire          | 235                      | 5,73       | 41               | 69181      | 69170        |
| Saint-Clément-sur-Valsonne | 904                      | 14,51      | 62               | 69188      | 69170        |
| Saint-Forgeux              | 1.538                    | 22,27      | 69               | 69200      | 69490        |
| Saint-Just-d’Avray         | 743                      | 17,50      | 42               | 69217      | 69870        |
| Saint-Marcel-l’Éclairé     | 568                      | 11,88      | 48               | 69225      | 69170        |
| Saint-Romain-de-Popey      | 1.703                    | 17,02      | 100              | 69234      | 69490        |
| Sarcey                     | 979                      | 9,99       | 98               | 69173      | 69490        |
| Tarare                     | 10.881                   | 13,99      | 778              | 69243      | 69170        |
| Valsonne                   | 994                      | 18,25      | 54               | 69254      | 69170        |
| Vindry-sur-Turdine         | 5.283                    | 23,87      | 221              | 69157      | 69490        |
| Kanton Tarare              | 29.551                   | 269,25     | 110              | 6910       | –            |

Bis zur Neuordnung gehörten zum Kanton Tarare die 16 Gemeinden Affoux, Ancy, Dareizé, Dième, Joux, Les Olmes, Les Sauvages, Pontcharra-sur-Turdine, Saint-Appolinaire, Saint-Clément-sur-Valsonne, Saint-Forgeux, Saint-Loup, Saint-Marcel-l’Éclairé, Saint-Romain-de-Popey, Tarare und Valsonne. Sein Zuschnitt entsprach einer Fläche von 196,79 km2. Er besaß vor 2015 einen anderen INSEE-Code als heute, nämlich 6929.

## Veränderungen im Gemeindebestand seit der landesweiten Neuordnung der Kantone
2019: Fusion Dareizé, Les Olmes, Pontcharra-sur-Turdine und Saint-Loup → Vindry-sur-Turdine

## Politik
| Vertreter im Départementsrat | Vertreter im Départementsrat  | Vertreter im Départementsrat   |
| Amtszeit                     | Namen                         | Partei                         |
| ---------------------------- | ----------------------------- | ------------------------------ |
| 1982–2008                    | Maurice Pouilly               | UDF                            |
| 2008–2015                    | Jacques Larrochette           | FED                            |
| 2015–                        | Annick Guinot Bruno Peylachon | Divers droite Les Républicains |